# よういんひょく
よう いんひょく（英: Inhyeok Yeo、朝鮮語: 여인혁、1987年3月2日 - ）は、日本で活動する一人アカペラミュージシャン。
テレビ番組等ではカタカナ表記でヨウ・インヒョクと表記されることもある。

## 概要
2013年1月、すべてのパートを自分の声と身体だけで演奏する一人アカペラ作品をYouTubeに公開。マイケル・ジャクソンの「Thriller」、スティーヴィー・ワンダーの「I Wish」、エリック・クラプトンの「Change the World」（原曲はワイノナ・ジャッド）などをカバーした動画が米CBSニュース、英BBC Radio 2、韓聯合ニュースなど全世界のメディアで取り上げられ、話題となる。総再生回数は500万回を超える。
同年10月にはiTunesなどで配信を開始した。
2014年8月、CDアルバム「One Man Acapella」を発売し、2015年7月にアップル・ミュージックなどでのストリーミング配信も開始。
2016年4月にはジュピターテレコムのブランドムービーの歌唱、パフォーマンスを担当する。

## 人物
- 両親の仕事の関係で小学校4年生のときに日本へ移住。3年間愛知県春日井市で過ごし、中学校入学時には韓国へ帰国[5]。韓国の高校在学中にはアメリカ合衆国ニューヨーク州に留学した[1]。
- 京都大学経済学部卒。京都大学ではアカペラサークルCrazy Clefに所属[5]。大学は音楽大学への進学も考えていが、実力のある日本語を生かし、日本の大学を受験することを決めた[1]。
- 大学卒業後は日本のIT企業に就職した[1]。
- 前山田健一（ヒャダイン）はアカペラサークルの先輩。
- 夢はグラミー賞受賞[5]。
- 日本語、韓国語、英語が使える[1]。

## ディスコグラフィー

### スタジオ・アルバム
| 年     | タイトル         | アルバム詳細                                         | 備考 |
| ------ | ---------------- | ---------------------------------------------------- | ---- |
| 2014年 | One Man Acapella | - 発売日: 2014年8月27日 - フォーマット: CD、音楽配信 |      |

### 客演
| 年     | タイトル                                                     | 収録アルバム                                | 備考                     |
| ------ | ------------------------------------------------------------ | ------------------------------------------- | ------------------------ |
| 2014年 | やさしいキス(gentle kiss) （大和田慧 featuring Inhyeok Yeo） | A Part Of Me                                | コーラス参加             |
| 2015年 | All I Care （Polyphonix featuring Inhyeok Yeo）              | O [Obelisk]                                 |                          |
| 2016年 | 管弦楽組曲第3番～アリア                                      | ムジカ・ピッコリーノ ピッコリーノ号の冒険 I | ボイスパーカッション参加 |

### ドラマ劇伴音楽
| 年     | タイトル                               | 収録アルバム                                         | 備考 |
| ------ | -------------------------------------- | ---------------------------------------------------- | ---- |
| 2021年 | Beautiful Days Yes We Do, Just Be Good | ドラマ「コントが始まる」オリジナル・サウンドトラック | 歌唱 |

### 翻訳等
- 2024年: 『なめこのうた』韓国語バージョン 訳詞

### その他の参加作品
- 2017年: 『獣電戦隊キョウリュウジャーブレイブ』オープニングテーマ『獣電戦隊キョウリュウジャーブレイブ（韓：다이노포스 브레이브）』※コーラス参加
- 2021年: Apeace UK(ユーケイ)ソロ1stシングル「CHECKMATE/君と見る世界は綺麗だ」※コーラス参加

## 出演

### テレビ
- 大阪ほんわかテレビ（2013年3月24日、読売テレビ）[6]
- ムジカ・ピッコリーノ（1期 第3話「サンドイッチ」、NHK教育テレビ）
- グッド!モーニング（2013年12月4日、テレビ朝日）[7]
- NexT（2014年5月28日、日本テレビ）[8]
- 奇跡体験!アンビリバボー（2016年4月14日、フジテレビ）[9]
- 情報ライブ ミヤネ屋（2016年5月5日、読売テレビ）[10]
- めざましテレビ（2016年5月12日、フジテレビ）[11]

### CM
- ジュピターテレコムブランドムービー「J:COMについて歌わせて」（2016年4月 - ）[12]

### ラジオ
- THE NAKAJIMA HIROTO SHOW 802 RADIO MASTERS（2013年3月12日、FM802）[13]
- 吉岡正晴のSoul Searchin' Radio（2014年8月27日、InterFM）[14]
- PACIFIC OASIS（2014年9月15日、FM COCOLO）[15]

### その他
- TEDxYouth@Kyoto（2013年6月30日）[16]
- TEDxYouth@Tokyo（2014年12月14日）[17]

## 掲載

### 新聞
- ジャパンタイムズ（特集、2013年11月26日）[18]

### 雑誌
- AERA（2013年3月18日号）[19]